# 18935 Alfandmedina
18935 Alfandmedina (2000 QE37) là một tiểu hành tinh vành đai chính được phát hiện ngày 24 tháng 8 năm 2000 bởi nhóm nghiên cứu tiểu hành tinh gần Trái Đất phòng thí nghiệm Lincoln ở Socorro.